# Apartment Life
| Оценки критиков       | Оценки критиков |
| Источник              | Оценка          |
| --------------------- | --------------- |
| AllMusic              | [ 1 ]           |
| The A.V. Club         | Mixed           |
| CMJ New Music Monthly | Favorable       |
| Rolling Stone         | [ 4 ]           |
| Trouser Press         | Favorable       |

Apartment Life — второй студийный альбом американской инди-поп группы Ivy, изданный 6 октября 1997 года лейблом Atlantic Records. После того, как их контракт расторгли Seed Records после выпуска Realistic в 1995 году, группа подписала контракт с Atlantic из-за связей Адама Шлезингера с лейблом. Помимо участников группы Энди Чейза и Шлезингера, альбом продюсировали Ллойд Коул и Питер Нэшель. В отличие от их предыдущих релизов, таких как Lately (1994) и Realistic, Apartment Life — поп-альбом с различными формами продюсирования, состоящими из клавишных, духовых и струнных инструментов. Некоторые композиции, представленные на пластинке, сравнивали с работами My Bloody Valentine, Pixies и The Smiths. Для продвижения альбома Ivy отправилась в серию промо-туров по США.

## Композиции
По мнению музыкальных критиков, Apartment Life стал музыкальным отходом и улучшением материала, найденного в их предыдущих попытках. Курт Б. Рейли из CMJ New Music Monthly описал альбом как сборник, как улучшение по сравнению с «бодрящей поп-музыкой», появившейся на Realistic. Он также отметил большое разнообразие звуков, присутствующих в постановке, состоящей из духовых, клавишных и струнных инструментов.

## Отзывы
Альбом получил смешанные и положительные отзывы музыкальной критики и интернет-изданий.
Рэбид из AllMusic присудил альбому 4,5 звезды из 5 и назвал его «изысканной работой». Он заявил, что Apartment Life — это «обаятельный, приятный, совершенный, компанейский поп-альбом», демонстрирующий талант Дюран как ведущей певицы. Назвав «The Best Thing», «This Is the Day» и «You Don’t Know Anything» истинными яркими моментами альбома, он заявил, что «удивительно, что Ivy не такая уж и огромная». Вики Гилмер и Айра Роббинс, авторы Trouser Press, посчитали, что в Apartment Life больше «уверенности и мастерства», чем в Realistic, и заявили, что в целом альбом «почти идеален в своей избранной области».
Стивен Томас Эрлевайн отметил в AllMusic, что: «Apartment Life, второй альбом Ivy, является впечатляющим скачком вперёд для трио, обнаружив, что они консолидируют свои силы, продвигаясь на новую территорию. У Айви пышное звучание, которое в равной степени происходит от эфирного инди-попа и классического поп-музыки 60-х. Голос Доминик Дюран попеременно то завораживающий, то красивый, придавая песням потустороннее качество, в то время как ритм-секция Адама Шлезингера и Энди Чейза приземляет музыку. Результат мелодичный, запоминающийся и прекрасный — редкая поп-запись конца 90-х, которая звучит совершенно современно, вызывая в памяти классические традиции».

## Список композиций
Все песни написаны Ivy, кроме «You Don’t Know Anything» с дополнительной лирикой Chris Collingwood, а «Back in Our Town» с дополнительной лирикой Джеймса Иха.
| №                   | Название                         | Продюсеры                 | Длительность |
| ------------------- | -------------------------------- | ------------------------- | ------------ |
| 1.                  | «The Best Thing»                 | Andy Chase Адам Шлезингер | 3:43         |
| 2.                  | «I’ve Got a Feeling»             | Chase Schlesinger         | 3:04         |
| 3.                  | «This Is the Day»                | Chase Schlesinger         | 3:33         |
| 4.                  | «Never Do That Again»            | Chase Schlesinger Nashel  | 3:36         |
| 5.                  | «I Get the Message»              | Chase Schlesinger         | 3:14         |
| 6.                  | «Baker»                          | Chase Schlesinger         | 4:03         |
| 7.                  | «You Don’t Know Anything»        | Chase Schlesinger Nashel  | 3:44         |
| 8.                  | «Ba Ba Ba»                       | Chase Schlesinger         | 3:22         |
| 9.                  | «Get Out of the City»            | Chase Schlesinger         | 3:09         |
| 10.                 | «These Are the Things About You» | Chase Schlesinger         | 3:02         |
| 11.                 | «Quick, Painless and Easy»       | Chase Schlesinger Nashel  | 4:13         |
| 12.                 | «Back in Our Town»               | Chase Schlesinger Nashel  | 4:44         |
| Общая длительность: | Общая длительность:              | Общая длительность:       | 44:30        |